# ハーブロック
ハーブロック(Herblock)ことハーバート・ローレンス・ブロック（Herbert Lawrence Block、1909年10月13日 - 2001年10月7日）は、アメリカ合衆国の風刺漫画家、作家である。国内・外交政策に関する解説でよく知られている。ピューリッツァー賞の時事漫画部門を3回（1942年、1954年、1979年）を受賞し、ウォーターゲート事件の取材で1973年の公益部門を共同受賞した。

## キャリア
ブロックは1909年にシカゴで生まれた。父はユダヤ系の化学者・電気技師のデビッド・ジュリアン・ブロック、母はカトリック教徒のテレサ・ルーペ・ブロックで、3人兄弟の末っ子だった。兄のリッチは工業用ランドリーの会社の社長に、兄のビルは『シカゴ・トリビューン』を経て『シカゴ・サン』の新聞記者になった。
11歳の時にシカゴ美術館附属美術大学の授業を受け始めた。"Herblock"というサインは高校生のときから使い始めたものである。1927年に高校を卒業した後、レイクフォレスト大学に入学した。
大学2年生の後半、これまでに描いた漫画を提出して、欠員となっていた『シカゴ・デイリー・ニュース』の風刺漫画家として雇われた。それ以降、大学に戻ることはなかった。1933年にクリーブランドに移り、風刺漫画を全米の新聞社に配信するニュースペーパー・エンタープライズ・アソシエーションの専属漫画家となった。
1942年に最初のピューリッツァー賞を受賞した後、陸軍に2年間従軍して漫画やプレスリリースを担当した。除隊後、『ワシントン・ポスト』の首席風刺漫画家に就任し、亡くなるまで55年間ここで働いた。
ブロックの漫画は、1987年から2001年に亡くなるまで、クリエーターズ・シンジケートによって世界中の新聞に配信された。
ブロックは生涯結婚せず、ワシントン・ポスト社の従業員名簿には、ブロックの住所は単に"The Washington Post"と記載されていた。

## 漫画
初めて新聞に掲載されたハーブロックの漫画は、『シカゴ・デイリー・ニュース』の1929年4月24日号に掲載された、アメリカの森林保全を呼びかけるものだった。ハーブロックによれば、彼の家族は保守的で、父は1928年の大統領選挙にハーバート・フーヴァーに投票したと言っていた。しかし、世界恐慌が始まると、ハーブロックはフランクリン・ルーズベルト大統領とニューディール政策を支持した。彼はソ連の侵略の危険性、ナチスの脅威の増大を指摘し、アメリカの孤立主義に反対した。スターリンをはじめとする共産主義者を批判する一方で、アメリカは共産主義の危険性に過剰反応していると考えていた。
1950年代初期、ハーブロックはジョセフ・マッカーシー上院議員をしばしば風刺漫画のネタにし、「マッカーシズム」という言葉を作り出した。ハーブロックは1954年に2度目のピューリッツァー賞を受賞した。ワシントン・ポスト紙は1952年の大統領選挙で公にアイゼンハワーを支持した。ハーブロックはアドレー・スティーブンソンを支持していたため、ワシントン・ポスト紙は彼の漫画の掲載を取り止めたが、1週間後には復活した。ハーブロックは常に、政治問題に関するワシントン・ポストのスタンスと彼の漫画が一致しているかどうかに関係なく、編集の完全な独立性を主張していた。ハーブロックは権力を握っている公人を攻撃することに重点を置き、そのほとんどは共和党員だったが、ハーブロックを不快にさせた民主党員も批判を免れなかった。例えば、ハーブロックはフランクリン・ルーズベルトを熱烈に崇拝していたが、1937年にルーズベルトが実施しようとした司法制度改革（法廷パッキング計画）をハーブロックは批判した。
1950年代、ハーブロックは、主に公民権に関する行動が不十分で、マッカーシー上院議員の濫用を抑制しなかったとして、アイゼンハワーを批判した。1960年代には、ハーブロックはベトナムでのアメリカの戦争遂行を攻撃し、ジョンソン大統領がハーブロックへの大統領自由勲章授与を中止させる原因となった。ハーブロックは後に、1994年にビル・クリントンからこの勲章を授与されている。

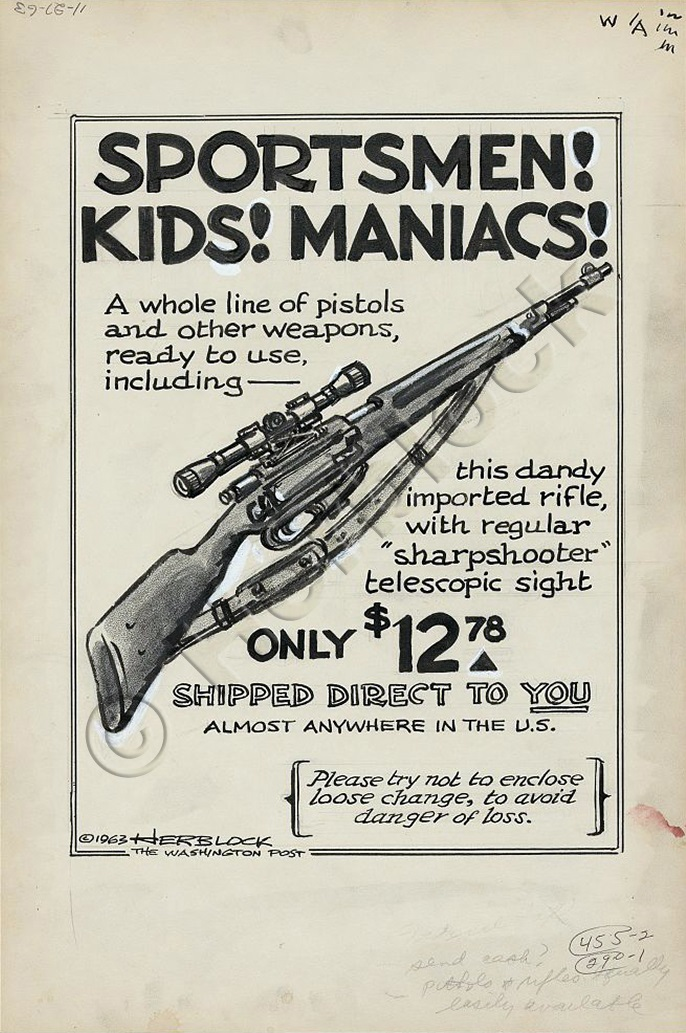
ケネディ大統領暗殺事件の直後に描かれた、銃の所有についてのハーブロックの漫画

ハーブロックの漫画の傑作の中に、ウォーターゲート事件におけるニクソン政権を攻撃したものがあり、これにより1979年に3度目のピューリッツァー賞を受賞している。1954年に、下水道から這い出てくるニクソンの漫画をハーブロックが描いた後、ニクソンはワシントン・ポスト紙の購読を中止した。同じモチーフは、以前にマッカーシー上院議員に対しても使っていた。
1980年代から1990年代にかけては、歴代の大統領のロナルド・レーガン、ジョージ・H・W・ブッシュ、ビル・クリントンの風刺や批判を行ったほか、銃規制、中絶、公共政策に対するキリスト教原理主義グループの影響、ドットコムバブルなどといった当時の問題についても言及した。特にタバコ産業は、ハーブロックがよくネタにしていた。
ハーブロックは自身の仕事に飽きたことがないと述べ、21世紀になっても、選出されたばかりのジョージ・W・ブッシュ大統領をネタにして漫画を描いていた。2001年10月7日、肺炎により92歳で死亡した。8月26日のワシントン・ポスト紙に掲載された漫画が最後の作品となった。

## 賞と栄誉
- 1942年 - ピューリッツァー賞時事漫画部門
- 1954年 - ピューリッツァー賞時事漫画部門
- 1956年 - ルーベン賞
- 1957年 - 全米漫画家協会（英語版）風刺漫画賞
- 1960年 - 全米漫画家協会風刺漫画賞
- 1966年 - 権利章典175周年を記念したアメリカ郵政公社の切手のデザインに選ばれる。
- 1973年 - ピューリッツァー賞公益部門（ウォーターゲート事件の取材について。ワシントン・ポスト紙を対象とした共同受賞）
- 1979年 - ピューリッツァー賞時事漫画部門
- 1979年 - ゴールドキー賞（全米漫画家協会殿堂入り）
- 1986年 - イライジャ・パリッシュ・ラブジョイ（英語版）賞
- 1986年 - コルビー大学 名誉法学博士号
- 1987年 - 4つの自由賞 言論の自由賞[3]
- 1994年 - 大統領自由勲章
- 1999年 - ハーバード大学 名誉芸術博士号

## 遺産
ハーブロックは遺書で、遺産の5千万ドルで、慈善活動や教育プログラムを支援する財団を設立するよう指示した。これにより設立されたハーブ・ブロック財団は、2004年に最初の助成金を授与し、毎年1回、風刺漫画を対象に授与するハーブロック賞を設立した。ハーブ・ブロック財団のウェブサイトによれば、同財団は「全てのアメリカ人に保証された基本的な自由を守り、あらゆる形態の差別や偏見と闘い、同じ目標を持つ慈善活動や教育プログラムの作成や支援を通じて、貧しい人々や恵まれない人々の状況を改善することに尽力し、また、中等教育後の奨学金を通じて、能力のある学生の教育機会を向上させ、継続的な研究を通じて、風刺漫画の振興に努める」ことを目標としている。

## 画集
- Block, Herbert. Herblock: The Life and Works of the Great Political Cartoonist ed. by Harry Katz (W. W. Norton, 2009), 304pp; prints more than two hundred fifty cartoons in the text; comes with a DVD containing more than 18,000 Herblock cartoons
- Herblock's history: political cartoons from the crash to the millennium. Library of Congress, 2000.
- Herblock: a cartoonist's life. Maxwell Macmillan International, 1993.
- Herblock at large: "Let's go back a little ..." and other cartoons with commentary Pantheon Books, 1987.
- Herblock through the looking glass Norton, 1984.
- Herblock on all fronts: text and cartoons New American Library, 1980
- Herblock special report Norton, 1974
- Herblock's state of the Union. Simon & Schuster, (1972)
- The Herblock gallery. Simon & Schuster, (1968)
- Straight Herblock.  Simon & Schuster (1964)
- Herblock's special for today. Simon & Schuster, (1958).
- Herblock's here and now. Simon & Schuster, (1955).
- The Herblock book (1952)
- Herblock looks at Communism [1950?]